# 中央流沙
『中央流沙』（ちゅうおうりゅうさ）は、松本清張の長編小説。『社会新報』に連載され（1965年10月号 - 1966年11月号、連載時の挿絵は田代光）、1968年9月に河出書房新社から単行本が刊行された。
過去3度テレビドラマ化されている。

## あらすじ
農林水産省の課長補佐・倉橋豊は収賄の疑いで警視庁から事情聴取を受けていた。上司の岡村局長は、農水省の幹部に顔の利く実力者・西秀太郎の示唆を受け、倉橋に北海道への出張を命じた。札幌で不安に怯える倉橋に、西からの連絡が来て、今度は作並温泉に行くようにとの指示が出る。
濃霧に埋まった早朝の作並温泉、旅館近くの断崖下に、倉橋が墜落しているのが発見され、まもなく死亡した。農水省の山田事務官は、岡村局長の指示を受け、作並温泉に遺体の受け取りに赴くが、倉橋の死には政治的な匂いが感じられた…。

## 主な登場人物
- 原作における設定を記述。

山田喜一郎
農水省総務課事務官。ノンキャリア組で出世とは無縁。
岡村福夫
農水省食糧管理局長。キャリア組。所構わず部下を叱り飛ばし、省内で畏怖されている。大臣とは気安く話す。
西秀太郎
農水省のどの局長ともフリーパスで会うボス的存在。業者にも顔が利く。
倉橋豊
農水省食品課課長補佐。上司の指示に忠実に従っていたが、収賄の疑いで警視庁に連行される。
倉橋節子
倉橋豊の妻。夫の死を知り、悲しみに暮れていたが…。
堀田よし子
西秀太郎の愛人。
川辺
新聞記者。倉橋の死に疑惑を持ち、熱心に調査するが…。

## 書誌情報
- 『中央流沙』〈河出書房新社〉（1968年9月）
- 文庫版『中央流沙』〈中公文庫〉（1974年5月）
- 『松本清張全集 45』（文藝春秋〉（1983年2月）
- 文庫版『中央流沙』〈講談社文庫〉（1983年3月）
- 文庫版『中央流沙』〈光文社文庫 松本清張プレミアム・ミステリー〉（2019年2月）

## テレビドラマ

### 1975年版
「松本清張シリーズ・中央流沙」は1975年10月25日、NHKの「土曜ドラマ」枠（20:00-21:10）にて放映。視聴率16.8％（ビデオリサーチ調べ、関東地区）。プラハ国際テレビ祭金賞受賞作品。原作の松本清張が出演した。DVD化されている。
キャスト
- 山田事務官：川崎敬三
- 山田の妻：中原ひとみ
- 倉橋課長補佐：内藤武敏
- 岡村局長：佐藤慶
- 倉橋の妻：中村玉緒
- 西秀太郎：加藤嘉
- 藤村事務官：日下武史
- 倉橋の息子：吉村景史
- 山田の娘：前村真由美
- 相良課長：森塚敏
- 染香：石井富子
- 川辺記者：角野卓造
- 的場警部：長谷川弘
- 長谷川刑事：浦信太郎
- ビルの若い女：今井美佐子
- ：黒田あゆみ（クレジットは無し）
- 病院の雑役夫：松本清張（クレジットは無し）

ほか
スタッフ
- 制作：NHK
- 脚本：石松愛弘
- 音楽：真鍋理一郎
- 制作：近藤晋
- 演出：和田勉

| NHK 土曜ドラマ                           | NHK 土曜ドラマ                           | NHK 土曜ドラマ                          |
| 前番組                                   | 番組名                                   | 次番組                                  |
| ---------------------------------------- | ---------------------------------------- | --------------------------------------- |
| 松本清張シリーズ 遠い接近 （1975.10.18） | 松本清張シリーズ 中央流沙 （1975.10.25） | 松本清張シリーズ 愛の断層 （1975.11.1） |

### 1998年版
「松本清張スペシャル・中央流沙」。1998年8月4日、日本テレビ系列の「火曜サスペンス劇場」枠（21:03-22:54）にて放映。視聴率18.0％（ビデオリサーチ調べ、関東地区）。
キャスト
- 山田喜一郎：緒形拳
- 岡村福夫：石橋凌
- 西秀太郎：石橋蓮司
- 倉橋祥子：藤真利子
- 倉橋秋彦：鶴田忍
- 牧野俊介：本田博太郎
- 藤村事務官：新克利
- 警視庁・矢吹：石田太郎
- 黒川巌：中丸新将
- 児島主任検事：小林勝也
- 戸叶久英：江原真二郎
- 南條豊
- 酒井刑事：丸岡奨詞
- 堀田喜美子：筒井真理子
- 本城丸裕
- 越村公一
- 浅倉いづみ
- 船木倶子
- 田口主将
- 高橋賢二
- 大原真理子
- 後藤はるか
- 奈良本浩樹
- 二瓶鮫一
- 服部妙子
- 金子研三
- 粟津號

スタッフ
- 制作：日本テレビ、松竹、「霧」企画
- 脚本：佐伯俊道
- 監督：三村晴彦
- 選曲：合田豊
- 技術協力：神奈川メディアセンター
- プロデュース：伊藤祥二、佐々木淳一

| 日本テレビ系列 火曜サスペンス劇場  | 日本テレビ系列 火曜サスペンス劇場        | 日本テレビ系列 火曜サスペンス劇場             |
| 前番組                             | 番組名                                   | 次番組                                        |
| ---------------------------------- | ---------------------------------------- | --------------------------------------------- |
| 監察医・室生亜季子24 （1998.7.28） | 松本清張スペシャル 中央流沙 （1998.8.4） | 警部補 佃次郎6 (原作：夏樹静子) （1998.8.11） |

### 2009年版
「松本清張生誕100年スペシャル 中央流沙」。2009年12月14日の21:00 - 22:54（JST）に、TBS系列にて放映されたスペシャルドラマ。TBSと毎日放送の共同制作。倉橋節子を主人公とし、収賄の疑いで事情聴取を受ける夫が、急にベトナムへの転勤を命じられ、中国・桂林で死体となって発見される、というストーリー。和央ようかのテレビドラマ初出演・初主演作。視聴率は13.4%（ビデオリサーチ調べ、関東地区）。
キャスト
- 倉橋節子：和央ようか
- 倉橋豊：石黒賢
- 堀田真紀子：かたせ梨乃
- 岡村福夫：西岡徳馬
- 川辺好郎：髙嶋政宏
- 山田喜一郎：平田満
- 西秀太郎：六平直政
- 片山喜代：小林綾子
- 橘順三：でんでん
- 橘民子：香山美子
- 山脇茂介：天田俊明
- ベンガル
- 今村恵子
- 土屋裕一
- 片岡弘鳳
- 内浦純一
- 宮下ともみ
- 春木みさよ
- 二瓶鮫一
- 小池彩夢
- 小西風優
- 谷川昭一朗
- 中川愛彩
- 伊藤幸純
- 澤井孝子
- 勢至郎
- 由地慶伍
- 尾崎右宗
- 小西康久
- 高橋佐織
- 渡部一志
- 山本綾乃
- 小林海人
- 飯塚駿
- 八島未来
- 赤堀二英
- 中村真弓
- 渡辺城太郎
- 加藤圭
- 酒井尊之
- 武田久美子
- 孫良
- 村井真紀
- 坂田鉄平
- 池田道枝

ほか
スタッフ
- 制作：TBS、毎日放送
- 制作協力：国際放映
- 脚本：洞澤美恵子
- 監督：山本実
- プロデューサー：登坂琢磨、岡本俊次
- ピアノ曲作曲：出口誠
- 企画協力：ナック（菊地実）
- 技術協力：ビデオフォーカス
- 美術協力：舞クリエーション